# Painita
Painita es un raro mineral borato. Fue descubierto en Birmania por el mineralogista británico y tratante de joyas Arthur C.D. Pain en los años 50. Cuando se confirmó que se trataba de un tipo nuevo de mineral, se bautizó con su nombre.
La composición química de la painita incluye calcio, zirconio, boro, aluminio y oxígeno (CaZrAl9O15(BO3)). El mineral también contiene trazas de cromo y vanadio. La painita tiene un tono entre rojo-anaranjado y marrón-rojizo similar al del topacio debido a las trazas de hierro. Los cristales son normalmente hexagonales y, hasta 2004, sólo dos han sido talladas. Actualmente no es tan infrecuente debido al descubrimiento de un depósito en la zona de Mogok, Birmania.

## Descubrimiento

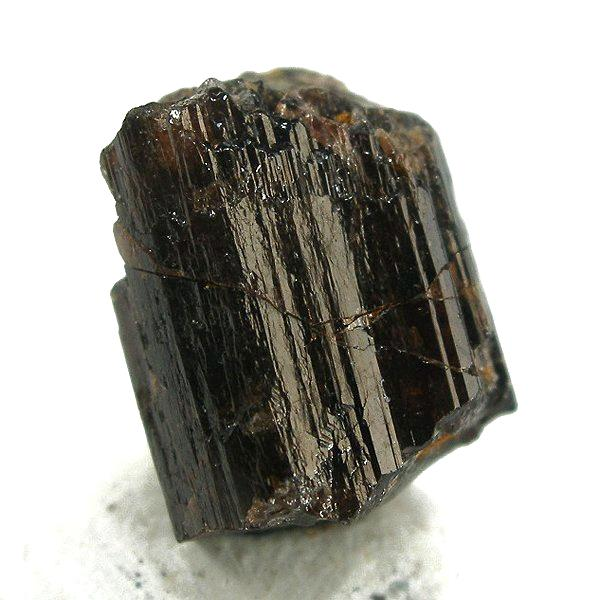
Cristal de painita estriado, euhedral (size: 0.9 x 0.8 x 0.7 cm

La painita fue descrita en 1956 por Claringbull, G.F., M.H. Hey, et C.J. Payne;  fue nombrada en honor de Arthur Charles Davy Pain (?–1971),  coleccionista inglés de minerales y  gemas, que notificó por primera vez la especie.
Durante muchos años, sólo se conocía la existencia de tres cristales de painita. Antes de 2005, se habían encontrado menos de 25 cristales en total, aunque más material se ha desenterrado recientemente en una nueva localización en Mogok al norte de Myanmar.

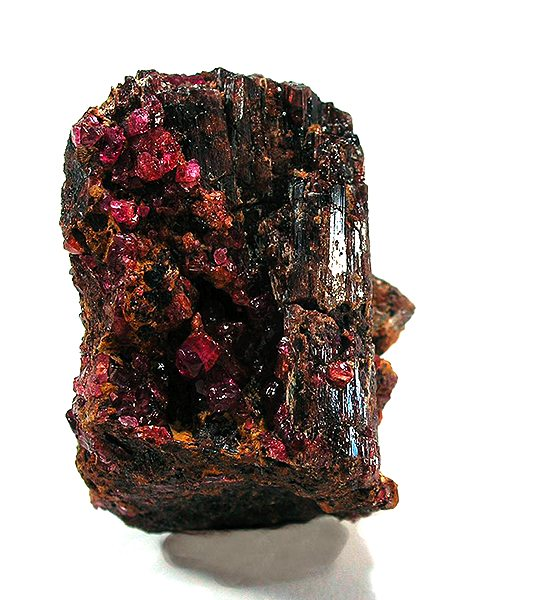
Corundum var. ruby on large Painite crystal, Mogok, Burma. Size: 3.7 x 3.1 x 2.3 cm.